# Winterlingen
Winterlingen è un comune tedesco di 6 336 abitanti,, situato nel land del Baden-Württemberg.